# ديبي سكوت بوكر
ديبورا دون «ديبي» سكوت بوكر (من مواليد 16 كانون الأول / ديسمبر 1958) هي عداءة سابق كندية ضمن المسافات المتوسطة والطويلة . فازت ثلاث مرات في الأولمبياد لكندا (1984 و 1988 و 1992) ، وصلت نهائيات 1500 م عام 1984 ، ونهائيات كل من 500 م و 3000 م عام 1988. وكانت حاضرة أيضا في التصفيات النهائية لبطولة العالم ثلاث مرات ، لتصل نهائيات 1500م و نهائيات 3000 م في عام 1987 ، ونهائيات 1500م في عام 1991.

## وصلات خارجية
- ديبي سكوت بوكر على موقع الاتحاد الدولي لألعاب القوى (الإنجليزية)
- ديبي سكوت بوكر على موقع الاتحاد الكندي لألعاب القوى (الإنجليزية)
- ديبي سكوت بوكر على موقع اللجنة الأولمبية الدولية (الإنجليزية)
- ديبي سكوت بوكر على موقع أوليمبيديا (الإنجليزية)
- ديبي سكوت بوكر على موقع اللجنة الأولمبية الكندية (الإنجليزية)
- ديبي سكوت بوكر على موقع اتحاد ألعاب الكومنولث (مؤرشف) (الإنجليزية)